# Piaski Morąskie
Piaski Morąskie – osada w Polsce położona w województwie pomorskim, w powiecie sztumskim, w gminie Stary Dzierzgoń.
Nazwa Piaski Morąskie została wprowadzona Zarządzeniem nr 74 Prezesa Rady Ministrów z dnia 10 grudnia 1966 r. w sprawie zmiany i ustalenia nazw niektórych miejscowości i zastąpiła poprzednią nazwę kolonii Piaski, w powiecie morąskim.
W roku 1973 jako majątek Piaski Morąskie należały do powiatu morąskiego, gmina i poczta Stary Dzierzgoń. W latach 1975–1998 miejscowość administracyjnie należała do województwa elbląskiego. Wieś wchodzi w skład sołectwa Stary Dzierzgoń.